# فهرست فرودگاه‌های اوگاندا

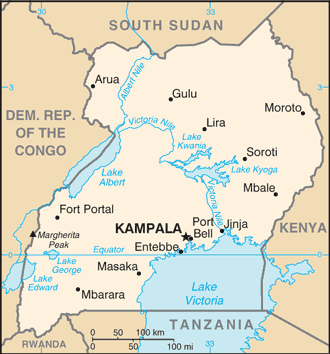
نقشهٔ اوگاندا

این مقاله شامل فهرست فرودگاه‌های اوگاندا است که بر پایهٔ مکان قرارگیری آن‌ها مرتب شده است.

## فرودگاه‌ها
| Number | مکان           | ایکائو | یاتا | فرودگاه                           | مختصات                                                       | ارتفاع (متر) | باند فرودگاه (مترm) | سطح     |
| ------ | -------------- | ------ | ---- | --------------------------------- | ------------------------------------------------------------ | ------------ | ------------------- | ------- |
| ۱      | اجومانی        | HUAJ   |      | فرودگاه ادیومانی                  | ۰۳°۲۰′۲۱″ شمالی ۳۱°۴۵′۵۳″ شرقی / ۳٫۳۳۹۱۷°شمالی ۳۱٫۷۶۴۷۲°شرقی | ۷۹۶          | ۱٬۱۳۱               | Unpaved |
| ۲      | Arua           | HUAR   | RUA  | فرودگاه آروا                      | ۰۳°۰۲′۵۰″ شمالی ۳۰°۵۴′۴۴″ شرقی / ۳٫۰۴۷۲۲°شمالی ۳۰٫۹۱۲۲۲°شرقی | ۱٬۲۰۴        | ۱٬۷۰۷               | Unpaved |
| ۳      | Bundibugyo     | HUBU   |      | فرودگاه بوندیبوگیو                |                                                              | ۹۶۰          |                     | Unpaved |
| ۴      | انتبه          | HUEN   | EBB  | فرودگاه بین‌المللی انتب            | ۰۰°۰۲′۳۳″ شمالی ۳۲°۲۶′۳۷″ شرقی / ۰٫۰۴۲۵۰°شمالی ۳۲٫۴۴۳۶۱°شرقی | ۱٬۱۵۳        | ۳٬۶۵۸ ۲٬۴۰۸         | آسفالت  |
| ۵      | Fort Portal    | HUFP   |      | فرودگاه فورت پورتال               | ۰۰°۴۲′۳۲″ شمالی ۳۰°۱۴′۵۳″ شرقی / ۰٫۷۰۸۸۹°شمالی ۳۰٫۲۴۸۰۶°شرقی | ۱٬۵۳۰        |                     | Unpaved |
| ۶      | Gulu           | HUGU   | ULU  | فرودگاه گالو                      | ۰۲°۴۸′۲۰″ شمالی ۳۲°۱۶′۱۸″ شرقی / ۲٫۸۰۵۵۶°شمالی ۳۲٫۲۷۱۶۷°شرقی | ۱٬۰۷۰        | ۳٬۱۴۴               | آسفالت  |
| ۷      | Ishasha        |        |      | فرودگاه ایشاشا                    |                                                              | ۱٬۰۰۰        |                     | Unpaved |
| ۸      | Jinja          | HUJI   | JIN  | فرودگاه جینجا                     | ۰۰°۲۷′۱۱″ شمالی ۳۳°۱۱′۳۴″ شرقی / ۰٫۴۵۳۰۶°شمالی ۳۳٫۱۹۲۷۸°شرقی | ۱٬۱۷۵        | ۱٬۳۳۲               | آسفالت  |
| ۹      | Kabale         | HUKB   |      | فرودگاه کابال                     | ۰۱°۱۳′۳۴″ جنوبی ۲۹°۵۷′۳۶″ شرقی / ۱٫۲۲۶۱۱°جنوبی ۲۹٫۹۶۰۰۰°شرقی | ۱٬۸۲۰        | ۲٬۴۰۸               | Unpaved |
| ۱۰     | Kabalega Falls | HUKF   | KBG  | فرودگاه آبشارهای کابالگا          | ۰۲°۱۹′۳۵″ شمالی ۳۱°۲۹′۵۲″ شرقی / ۲٫۳۲۶۳۹°شمالی ۳۱٫۴۹۷۷۸°شرقی | ۷۲۱          | ۱٬۵۸۵               | Unpaved |
| ۱۱     | Kajjansi       | HUKJ   |      | فرودگاه کایانسی                   | ۰۰°۱۱′۴۸″ شمالی ۳۲°۳۳′۰۹″ شرقی / ۰٫۱۹۶۶۷°شمالی ۳۲٫۵۵۲۵۰°شرقی | ۱٬۱۸۰        | ۱٬۱۰۰               | Unpaved |
| ۱۲     | کامپالا        | HUKC   | KLA  | فرودگاه کامپالا (Kololo Airstrip) | ۰۰°۱۹′۳۴″ شمالی ۳۲°۳۵′۳۳″ شرقی / ۰٫۳۲۶۱۱°شمالی ۳۲٫۵۹۲۵۰°شرقی | ۱٬۲۰۰        |                     | Unpaved |
| ۱۳     | Kakira         | HUKK   |      | فرودگاه کاکیرا                    | ۰۰°۲۹′۵۶″ شمالی ۳۳°۱۶′۵۷″ شرقی / ۰٫۴۹۸۸۹°شمالی ۳۳٫۲۸۲۵۰°شرقی | ۱٬۲۰۰        | ۱٬۲۷۸               | Unpaved |
| ۱۴     | Kasenyi        | HULA   |      | فرودگاه کاسنیی                    |                                                              | ۹۳۰          |                     | Unpaved |
| ۱۵     | Kasese         | HUKS   | KSE  | فرودگاه کاسه‌سه                    | ۰۰°۱۰′۵۹″ شمالی ۳۰°۰۶′۰۵″ شرقی / ۰٫۱۸۳۰۶°شمالی ۳۰٫۱۰۱۳۹°شرقی | ۹۵۹          | ۱٬۵۷۰               | Unpaved |
| ۱۶     | Kidepo         | HUKD   |      | فرودگاه کیدپو                     | ۰۳°۴۳′۰۹″ شمالی ۳۳°۴۵′۱۵″ شرقی / ۳٫۷۱۹۱۷°شمالی ۳۳٫۷۵۴۱۷°شرقی | ۱٬۱۹۰        |                     | Unpaved |
| ۱۷     | Kisoro         | HUKI   |      | فرودگاه کیسورو                    | ۰۱°۱۶′۴۸″ جنوبی ۲۹°۴۳′۰۹″ شرقی / ۱٫۲۸۰۰۰°جنوبی ۲۹٫۷۱۹۱۷°شرقی | ۱٬۸۹۰        | ۱٬۳۰۰               | آسفالت  |
| ۱۸     | Kitgum         | HUKT   |      | فرودگاه کیتگوم                    | ۰۳°۱۶′۴۳″ شمالی ۳۲°۵۳′۲۴″ شرقی / ۳٫۲۷۸۶۱°شمالی ۳۲٫۸۹۰۰۰°شرقی | ۹۲۹          |                     | Unpaved |
| ۱۹     | Kotido         | HUKO   |      | فرودگاه کوتیدو                    |                                                              | ۱٬۱۸۰        | ۱٬۶۰۰               | Unpaved |
| ۲۰     | Lira           | HULI   |      | فرودگاه لیرا                      | ۰۲°۱۴′۵۲″ شمالی ۳۲°۵۴′۳۵″ شرقی / ۲٫۲۴۷۷۸°شمالی ۳۲٫۹۰۹۷۲°شرقی | ۱٬۰۹۱        | ۸۴۶                 | Unpaved |
| ۲۱     | Masindi        | HUMI   | KCU  | فرودگاه ماسیندی                   | ۰۱°۴۵′۲۹″ شمالی ۳۱°۴۴′۱۲″ شرقی / ۱٫۷۵۸۰۶°شمالی ۳۱٫۷۳۶۶۷°شرقی | ۱٬۱۷۳        | ۲٬۰۴۲               | Unpaved |
| ۲۲     | Mbarara        | HUMA   | MBQ  | فرودگاه بارارا                    | ۰۰°۳۳′۱۹″ جنوبی ۳۰°۳۵′۵۸″ شرقی / ۰٫۵۵۵۲۸°جنوبی ۳۰٫۵۹۹۴۴°شرقی | ۱٬۴۰۲        | ۱٬۶۳۵               | Unpaved |
| ۲۳     | Moroto         | HUMO   |      | فرودگاه موروتو                    | ۰۲°۳۰′۱۸″ شمالی ۳۴°۳۵′۴۱″ شرقی / ۲٫۵۰۵۰۰°شمالی ۳۴٫۵۹۴۷۲°شرقی | ۱٬۲۸۰        | ۱٬۵۰۰               | Unpaved |
| ۲۴     | Moyo           |        | OYG  | فرودگاه مویو                      | ۰۳°۳۸′۵۷″ شمالی ۳۱°۴۵′۵۴″ شرقی / ۳٫۶۴۹۱۷°شمالی ۳۱٫۷۶۵۰۰°شرقی | ۹۸۰          |                     | Unpaved |
| ۲۵     | Mutukula       |        |      | فرودگاه موتوکولا                  | ۰۰°۵۵′۳۰″ جنوبی ۳۱°۲۷′۰۰″ شرقی / ۰٫۹۲۵۰۰°جنوبی ۳۱٫۴۵۰۰۰°شرقی | ۱٬۱۹۰        |                     | Unpaved |
| ۲۶     | Mweya          | HUMW   |      | فرودگاه مویا                      |                                                              | ۹۸۰          |                     | Unpaved |
| ۳۰     | Nakasongola    |        |      | فرودگاه ناکاسونگولا               | ۰۱°۲۵′۱۲″ شمالی ۳۲°۲۸′۱۲″ شرقی / ۱٫۴۲۰۰۰°شمالی ۳۲٫۴۷۰۰۰°شرقی | ۱٬۱۰۰        | ۳٬۰۰۰               | آسفالت  |
| ۲۷     | Namulonge      | HUNA   |      | فرودگاه نامولونگ                  | ۰۰°۳۰′۵۱″ شمالی ۳۲°۳۷′۴۸″ شرقی / ۰٫۵۱۴۱۷°شمالی ۳۲٫۶۳۰۰۰°شرقی | ۱٬۱۸۰        |                     | Unpaved |
| ۲۸     | Nebbi          |        |      | فرودگاه نبی                       | ۰۲°۳۰′۴۹″ شمالی ۳۱°۰۷′۵۷″ شرقی / ۲٫۵۱۳۶۱°شمالی ۳۱٫۱۳۲۵۰°شرقی | ۹۰۰          |                     | Unpaved |
| ۲۹     | Pakuba         | HUPA   | PAF  | فرودگاه پاکوبا                    | ۰۲°۱۲′۰۸″ شمالی ۳۱°۳۳′۱۶″ شرقی / ۲٫۲۰۲۲۲°شمالی ۳۱٫۵۵۴۴۴°شرقی |              | ۱٬۶۸۵               | Unpaved |
| ۳۰     | Soroti         | HUSO   | SRT  | فرودگاه ساروتی                    | ۰۱°۴۳′۳۹″ شمالی ۳۳°۳۷′۲۲″ شرقی / ۱٫۷۲۷۵۰°شمالی ۳۳٫۶۲۲۷۸°شرقی | ۱٬۱۱۰        | ۱٬۹۰۰ ۷۷۰           | آسفالت  |
| ۳۱     | Tororo         | HUTO   | TRY  | فرودگاه تورورو                    | ۰۰°۴۰′۴۸″ شمالی ۳۴°۱۰′۰۵″ شرقی / ۰٫۶۸۰۰۰°شمالی ۳۴٫۱۶۸۰۶°شرقی | ۱٬۱۷۰        | ۱٬۷۰۷               | Unpaved |